# 우에노 마미
우에노 마미(일본어: 上野 真実, 1996년 9월 27일 ~ )는 일본의 여자 축구 선수로 포지션은 공격수, 미드필더이다. 현재 WE리그의 산프레체 히로시마 레지나와 일본 여자 축구 국가대표팀에서 활동하고 있다.

## 국가대표팀 경력
2016년 FIFA U-20 여자 월드컵에 출전, 3위.
우에노는 2017년 4월 9일 코스타리카과의 친선 경기를 통해 일본 국가대표팀 첫 경기를 가졌다. 2019년과 2022년 EAFF E-1 풋볼 챔피언십 우승.
그녀는 2022년 아시안 게임에 참가할 일본 국가대표 B팀에 발탁되었으며, 4득점을 기록했으며 일본이 우승을 달성하는데 크게 기여하였다.
2025년 EAFF E-1 풋볼 챔피언십에도 출전했다.

## 통계
| 일본 | 일본 | 일본 |
| 연도 | 출전 | 득점 |
| ---- | ---- | ---- |
| 2017 | 3    | 0    |
| 2018 | 0    | 0    |
| 2019 | 3    | 0    |
| 2020 | 2    | 0    |
| 2021 | 0    | 0    |
| 2022 | 4    | 1    |
| 2023 | 0    | 0    |
| 2024 | 2    | 0    |
| 통산 | 12   | 1    |